# Entrena
Entrena este un municipiu în sudul La Rioja, în Spania. 
Entrena este un municipiu din La Rioja, (Spania), situat în apropiere de capitala Logrono. Populația sa în ianuarie 2010 era de 1.503 pe o suprafață de 21,03 kilometri pătrați. Nucleul este situat la o altitudine de 558 de metri. Se mărginește la nord cu Navarrete și Lardero; Albelda de Iregua la est; Nalda, Sorzano și Sojuela la sud; iar Medrano la vest.

## Locuri de interes
- Biserica din Saint Martin.
- Manastirea din Santa Clara.
- Ermita din Santa Ana.

## Festivaluri
- San Blas, 3 februarie.
- San Cristóbal, 10 iulie.
- Santa Ana, 26 iulie.
- San Martín, 11 noiembrie.

## Demografie
Populatia din Entrena intre 1900 si 2010.